# كولن غريفيثز
كولن غريفيثز (9 ديسمبر 1930 في المملكة المتحدة - 14 سبتمبر 2004) (بالإنجليزية: Colin Griffiths)‏ هو لاعب كريكت بريطاني. لعب مع نادي مقاطعة ساسكس للكريكت ‏.

## وصلات خارجية
- كولن غريفيثز على موقع إي آس بي آن كريك إنفو (الإنجليزية)